# Paul Is Dead (film)
Paul Is Dead è un film scritto e diretto nel 2000 da Hendrik Handloegten e interpretato da Sebastian Urzendowsky (accreditato come Sebastian Schmidtke). La storia è basata sulla leggenda della morte di Paul McCartney (una teoria del complotto popolare nel mondo della musica).

## Trama
Tobias, studente e grandissimo appassionato dei Beatles, ha scoperto nei dischi della band una serie di indizi che lo portano a pensare che Paul McCartney sia morto e sia stato sostituito da un sosia. Ora Tobias deve trovare il modo di far sapere al mondo la sua scoperta...

## Riconoscimenti
- 2001 - Slamdance Film Festival
  - Gran premio della giuria